# Сельхоз (Хабаровский край)
Сельхо́з — посёлок сельского типа в Солнечном районе Хабаровского края. Входит в состав Харпичанского сельского поселения.

## География
Сельхоз расположен в центральной части края и находится на берегу реки Девятка.
Уличная сеть состоит из одного географического объекта: ул. Набережная.

## Население
| 1992 | 2002 | 2010 | 2011 | 2012 | 2021 |
| ---- | ---- | ---- | ---- | ---- | ---- |
| 114  | ↘69  | ↗80  | →80  | →80  | ↘37  |

## Инфраструктура
Сельское хозяйство.

## Транспорт
Выезд на автодорогу регионального значения «Комсомольск-на-Амуре — посёлок Березовый — посёлок Амгунь — посёлок Могды — Чегдомын» (идентификационный номер 08К-15).